# Championnat d'Italie de football 1986-1987
Navigation
Édition précédente Édition suivante
| \| Naples Juventus Inter Hellas AC Milan Sampdoria AS Rome Avellino Côme Fiorentina Torino Ascoli Empoli Brescia Atalanta Udinese \| Localisation des clubs engagés dans le championnat. |
| Naples Juventus Inter Hellas AC Milan Sampdoria AS Rome Avellino Côme Fiorentina Torino Ascoli Empoli Brescia Atalanta Udinese                                                           |

Le Championnat d'Italie de football de Série A 1986-1987 est la 85e édition du championnat d'Italie de football, qui réunit 16 équipes. 
Le championnat est remporté pour la première fois par le SSC Naples, devant la Juventus, tenante du titre. Le club napolitain, mené par Diego Maradona, remporte la même année la coupe d'Italie.

## Classement
| Rang | Équipe         | Pts | J  | G  | N  | P  | Bp | Bc | Diff |
| ---- | -------------- | --- | -- | -- | -- | -- | -- | -- | ---- |
| 1    | SSC Naples     | 42  | 30 | 15 | 12 | 3  | 41 | 21 | +20  |
| 2    | Juventus T     | 39  | 30 | 14 | 11 | 5  | 42 | 27 | +15  |
| 3    | Inter Milan    | 38  | 30 | 15 | 8  | 7  | 32 | 17 | +15  |
| 4    | Hellas Vérone  | 36  | 30 | 12 | 12 | 6  | 36 | 25 | +11  |
| 5    | Milan AC       | 35  | 30 | 13 | 9  | 8  | 31 | 21 | +10  |
| 6    | Sampdoria      | 35  | 30 | 13 | 9  | 8  | 37 | 21 | +16  |
| 7    | AS Rome        | 33  | 30 | 12 | 9  | 9  | 37 | 31 | +6   |
| 8    | Avellino       | 30  | 30 | 9  | 12 | 9  | 31 | 38 | -7   |
| 9    | Calcio Côme    | 26  | 30 | 5  | 16 | 9  | 16 | 20 | -4   |
| 10   | AC Fiorentina  | 26  | 30 | 8  | 10 | 12 | 30 | 35 | -5   |
| 11   | Torino         | 26  | 30 | 8  | 10 | 12 | 26 | 32 | -6   |
| 12   | Ascoli         | 24  | 30 | 7  | 10 | 13 | 18 | 33 | -15  |
| 13   | Empoli         | 23  | 30 | 8  | 7  | 15 | 13 | 33 | -20  |
| 14   | Brescia Calcio | 22  | 30 | 7  | 8  | 15 | 25 | 35 | -10  |
| 15   | Atalanta       | 21  | 30 | 7  | 7  | 16 | 22 | 32 | -10  |
| 16   | Udinese        | 15* | 30 | 6  | 12 | 12 | 25 | 41 | -16  |

- L'Udinese a commencé le championnat avec une pénalité de 9 points à la suite du scandale de matchs truqués la saison précédente.

## Buteurs
1. Pietro Paolo Virdis (Milan AC) : 17 buts
2. Gianluca Vialli (Sampdoria) : 12 buts
3. Alessandro Altobelli (Inter Milan) : 11 buts